# Galjulamm
Galjulamm är en sjö i Rättviks kommun i Dalarna och ingår i Ljusnans huvudavrinningsområde.